# Cacicus
Cacicus és un dels gèneres d'ocells, de la família dels ictèrids (Icteridae).

## Taxonomia
Segons la classificació del Congrés Ornitològic Internacional (versió 11.1, 2021), aquest gènere conté 12 espècies:
- Cacicus solitarius - cacic solitari.
- Cacicus chrysopterus - cacic alagroc.
- Cacicus sclateri - cacic de l'Equador.
- Cacicus koepckeae - cacic de Koepcke.
- Cacicus microrhynchus - cacic de carpó escarlata.
- Cacicus uropygialis - cacic subtropical.
- Cacicus cela - cacic de carpó groc.
- Cacicus leucoramphus - cacic muntanyenc septentrional.
- Cacicus chrysonotus - cacic muntanyenc meridional.
- Cacicus haemorrhous - cacic de carpó roig.
- Cacicus oseryi - cacic d'elm.
- Cacicus latirostris - cacic cuabarrat.